# Inkontynencja
Inkontynencja, nietrzymanie (łac. incontinens- „nie trzymając przy sobie”) – objaw polegający na niekontrolowanym wydalaniu moczu (łac. incontinentia urinae) lub kału (łac. incontinentia alvi).

## Podział
Najogólniej inkontynencję można podzielić na dwa rodzaje:
- nietrzymanie moczu
- nietrzymanie kału (np. nieretencyjne nietrzymanie stolca)

Najbardziej powszechny podział inkontynencji moczowej, ze względu na jej formę, opracowany i przyjęty został przez Międzynarodowe Towarzystwo Inkontynencji (ang.International Continence Society).
- inkontynencja parcia (urge incontinence)
- inkontynencja stresowa lub wysiłkowe nietrzymanie moczu (stress incontinence)
- inkontynencja mieszana (mixed incontinence, jednoczesne występowanie inkontynencji stresowej i inkontynencji parcia)
- inkontynencja z przepełnienia (overflow incontinence)
- inkontynencja neurogenna (reflex incontinence)
- inkontynencja przetokowa (extraurethral incontinence)

Szczególny rodzaj inkontynencji poza powyższym podziałem:
- inkontynencja pomikcyjna (ang. PMD)

## Czynniki ryzyka powstania inkontynencji
Inkontynencja nie jest chorobą samą w sobie, lecz skutkiem choroby. Poniżej wymienione są choroby i główne czynniki ryzyka powstania inkontynencji.
- Zmiana położenia macicy (u kobiet)
- Obciążenia dla mięśni miednicy (ciąża, poród, nadwaga)
- Przerost gruczołu krokowego (u mężczyzn)
- Menopauza (u kobiet)
- Urazy rdzenia kręgowego
- Stwardnienie rozsiane
- Przewlekłe zaparcie
- Zapalenia pęcherza moczowego
- Leki diuretyczne lub działania niepożądane leków
- Kamica nerkowa
- Guzy układu moczowo-płciowego
- Ostre zapalenia[czego?]
- Problemy psychiczne
- Zaburzenia lękowe
- Choroba Parkinsona
- Choroba Alzheimera
- Wady wrodzone
- Zabiegi chirurgiczne
- Udar mózgu

## Leczenie
Leczenie nietrzymania moczu u dorosłych, powstałego w wyniku nadpobudliwości wypieracza moczu, polega zarówno na metodach farmakologicznych, jak i tradycyjnych, takich jak ćwiczenia zwieracza cewki moczowej i trenowanie pęcherza.
Powszechnie stosuje się leki cholinolityczne zmniejszające potrzebę częstego oddawania moczu i zwiększające objętość pęcherza, przez rozluźnianie mięśnia wypieracza moczu.
Stosuje się następujące leki: oksybutyninę, tolterodynę, flawoksat oraz nowsze: daryfenacynę, fezoterodynę, propiwerynę, solifenacynę i trospium.
Oksybutynina wykazuje najwięcej działań niepożądanych, którym można częściowo zapobiec stosując mniejszą dawkę lub tabletki o spowolnionym uwalnianiu. Skuteczność i częstość występowania działań niepożądnaych tolteridyny jest zbliżona do oksybutoniny w postaci tabletek o spowolnionym uwalnianiu. Flawoksat powoduje mniej działań niepożądanych, ale jest też mniej skuteczny.
Leczenie lekami chilinolitycznymi powinno się monitorować co 4-6 tygodni dopóki nie uzyska się stabilnej kontroli nad objawami. Następnie należy kontrolować leczenie co 6-12 miesięcy.
Inkontynencję stresową leczy się na ogół niefarmakologicznie, choć skuteczność wykazuje też duloksetyna, lek z grupy inhibitorów zwrotnego wychwytu serotoniny i noradrenaliny, szczególnie w połączeniu z ćwiczeniami zwieracza. W terapii używa się niekiedy propanteliny i trójcyklicznych leków przeciwdepresyjnych. Ich stosowanie jest jednak ograniczone stosunkowo częstymi działaniami niepożądanymi.
Leczenie nietrzymania moczu (NM) u mężczyzn metodami chirurgicznymi – przyczynami, które kwalifikują do leczenia operacyjnego dzielimy na zależne od zwieracza (pooperacyjne, pourazowe, wrodzone) oraz zależne od pęcherza moczowego (neurogenna dysfunkcja pęcherza, wady rozwojowe). Jednak bezsprzecznie największa uwaga skierowana jest na przypadki nietrzymania moczu po radykalnej prostatektomii oraz po zabiegach wykonywanych z powodu przeszkody podpęcherzowej (adenomektomia, TURP, TUIP, enukleacja za pomocą lasera). Według obowiązujących zaleceń sztuczny zwieracz cewki moczowej jest referencyjnym standardem w średnio i znacznie nasilonym nietrzymaniem moczu u mężczyzn, ze skutecznością 59–90%.

### Przeciwwskazania i środki ostrożności[1]
Leki cholinolityczne są przeciwwskazane u osób chorych na nużliwość mięśni, niedrożność dróg moczowych i przewodu pokarmowego, znaczny zastój moczu, wrzodziejące zapalenie jelita grubego oraz ostre rozdęcie okrężnicy.
Należy zachować ostrożność stosując leki cholinolityczne u osób starszych, pacjentów z neuropatią układu autonomicznego i u chorych na jaskrę, choć zaostrzenie jaskry zdarza się bardzo rzadko.

### Działania niepożądane[1]
Suchość w ustach, zaparcia, wzdęcia, zaburzenia smaku, zaburzenia widzenia, suchość oczu, senność, zawroty głowy, zmęczenie, trudność w oddawaniu moczu, palpitacje, reakcje skórne.

Rzadziej występują bóle głowy, biegunka, zaburzenia pracy serca, pobudzenie, dezorientacja, halucynacje, konwulsje. Na działania niepożądane bardziej narażone są dzieci.
Leki cholinolityczne zmniejszają pocenie się co może powodować przegrzanie organizmu i omdlenia przy upałach albo u pacjentów z gorączką.

## Klasyfikacja ICD10
| kod ICD10     | nazwa choroby                                                                                             |
| ------------- | --- |
| ICD-10: R15   | Nietrzymanie kału                                                                                         |
| ICD-10: F98.1 | Nietrzymanie kału pochodzenia nieorganicznego                                                             |
| ICD-10: R32   | Nietrzymanie moczu, nieokreślone                                                                          |
| ICD-10: F98.0 | Nietrzymanie moczu pochodzenia nieorganicznego                                                            |
| ICD-10: F45.8 | psychogenne                                                                                               |
| ICD-10: N39.3 | Nietrzymanie moczu wysiłkowe                                                                              |
| ICD-10: N39.4 | Inne określone nietrzymanie moczu: • określone NGI • odruchowe • podczas nagłego parcia • z przepełnienia |